# Triennale di Setouchi
Il Festival internazionale d'arte di Setouchi (瀬戸内国際芸術祭?, Setouchi kokusai geijutsusai, nome inglese ufficiale: Setouchi Triennale) è una manifestazione di arte contemporanea che si svolge dal 2010 ogni tre anni in varie isole del Mare interno di Seto e nelle città costiere di Takamatsu e Tamano in Giappone.
Il festival è stato ideato allo scopo di rivitalizzare l'area di Setouchi, ovvero quella che comprende il mare interno di Seto e le relative isole e zone costiere incluse nel Parco nazionale del mare interno di Seto, che ha sofferto in anni recenti di un forte spopolamento; in molte isole vengono utilizzati gli edifici abbandonati come spazi espositivi o come oggetti d'arte essi stessi, e nelle quattro edizioni dal 2010 al 2019 sono state prodotte oltre 200 opere e installazioni di artisti locali e internazionali.
Ogni edizione della Triennale dura otto mesi divisi in tre sessioni: quella primaverile fra marzo e aprile, quella estiva fra luglio e settembre e quella autunnale fra ottobre e novembre; durante le sessioni stagionali vengono presentate le nuove opere d'arte, alcune delle quali sono temporanee e altre diventano parte della collezione permanente.

## Aree espositive
Paetecipano alla Triennale di Setouchi dodici isole e due città costiere.
| Luogo               | Sessione                   | Note | Foto |
| ------------------- | -------------------------- | --- | ---- |
| Isola di Naoshima   | primavera, estate, autunno | Naoshima è il sito isolano principale della Triennale ed è secondo come importanza solo alla sede dell'evento nella città di Takamatsu. Ospita alcune strutture permanenti come il complesso Benesse Art Site, il Benesse House Museum, varie abitazioni riconvertite incluse nello Art House Project, e il Museo d'arte Chichu. |      |
| Isola di Teshima    | primavera, estate, autunno | Fra le strutture permanenti si trovano il Museo d'arte di Teshima e la casa allestita dal pittore Tadanori Yokoo. |      |
| Isola di Megi-jima  | primavera, estate, autunno | L'isola presenta sulla cima della montagna principale una grotta nota come Caverna degli oni (鬼ヶ島大洞窟?, Oni-ga-shima daidōkutsu) e usata come spazio espositivo |      |
| Isola di Ogi-jima   | primavera, estate, autunno | L'isola "maschio" che fa coppia con l'isola "femmina" di Megi-jima. Il villaggio è animato da varie attività sociali come la piccola biblioteca locale. |      |
| Isola di Shōdoshima | primavera, estate, autunno | L'isola ospita un paesaggio molto simile a quello mediterraneo con coltivazioni di numerose piante di ulivo. |      |
| Oshima              | primavera, estate, autunno | L'isola ospita un ex ospedale per la cura della lebbra recuperato come spazio espositivo destinato a opere che raccontano e indagano le esperienze dei malati. |      |
| Inujima             | primavera, estate, autunno | L'isola, l'unica appartenente alla prefettura di Okayama, ospita un museo nell'ex-raffineria e una grande quantità di case abbandonate e riallestite da artisti. |      |
| Shamijima           | primavera                  | Ex isola unita artificialmente allo Shikoku nel 1967 tramite recupero di terra dal mare. |      |
| Honjima             | primavera                  | Molte delle opere su quest'isola fanno riferimento alla storia dell'isola, che in passato era la capitale del distretto di Kasashima. |      |
| Takamijima          | autunno                    | |      |
| Awashima            | autunno                    | Molte delle opere sono a tema e riferite al passato marinaro dell'isola. |      |
| Ibukijima           | autunno                    | |      |
| Takamatsu           | primavera, estate, autunno | Takamatsu (prefettura di Kagawa) è il principale sito della Triennale: ospita numerosi eventi, espone opere temporanee e permanenti, e dal suo porto (usato anche come spazio espositivo) partono la maggior parte dei traghetti che conducono alle isole.                                                                       |      |
| Tamano              | primavera, estate, autunno | Il porto di Uno nella città di Tamano (prefettura di Okayama) è l'altra sede della Triennale sulla terraferma. È il punto di partenza di molti traghetti e ospita diverse opere ed edifici riallestiti da artisti. |      |